# Bobby Keys

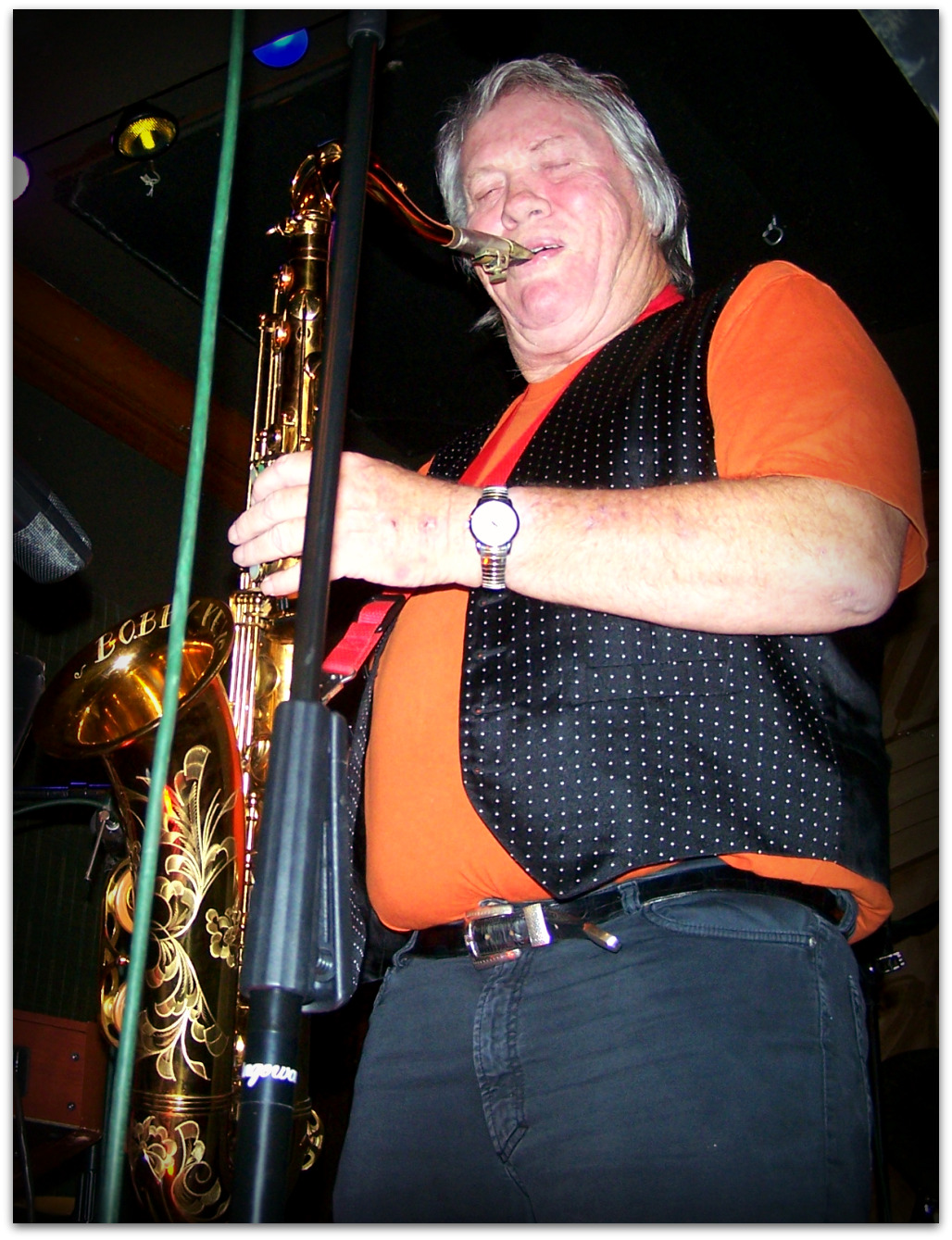
Bobby Keys

Robert Henry "Bobby" Keys (ibland skriven som Bobby Keyes), född 18 december 1943 i Slaton, Texas, död 2 december 2014 i Franklin, Tennessee, var en amerikansk saxofonist.
Tillsammans med Jim Price och Jim Horn formade Keys den mest efterfrågade blåssektionen under 1970-talet. De medverkade på album av The Who och Eric Clapton, George Harrisons All Things Must Pass och Joe Cockers Mad Dogs & Englishmen.
Keys började turnera vid fjorton års ålder med Bobby Vee och hans vän från Texas Buddy Holly. Keys är mest känd för att ha varit saxofonist åt Rolling Stones och spelat på varje album mellan 1969 och 1973 och från 1988 och framåt, och under många turnéer sen 1970. Han är känd för att ha spelat på Rolling Stones 1970-talshit "Brown Sugar". 

## Olika skivor med Bobby Keys medverkan
- The Rolling Stones - Let It Bleed, Exile on Main St., Sticky Fingers, Goats Head Soup, Emotional Rescue, Stripped
- Joe Cocker -  Mad Dogs & Englishmen
- George Harrison - All Things Must Pass
- John Lennon - Sometime in New York City, Walls and Bridges, Rock 'n' Roll
- Keith Richards - Talk Is Cheap, Live at the Hollywood Palladium (December 15, 1988)
- Ringo Starr - Ringo, Goodnight Vienna
- Ron Wood - 1234, Gimme Some Neck, Mahoney's Last Stand
- B. B. King - B. B. King in London
- Barbra Streisand - Barbra Joan Streisand
- Carly Simon - No Secrets, Hotcakes
- Chuck Berry - Hail! Hail! Rock 'N' Roll
- Delaney, Bonnie & Friends - On Tour with Eric Clapton
- Donovan - Cosmic Wheels
- Dr. John - The Sun, Moon & Herbs
- Eric Clapton - Eric Clapton
- Faces - Long Player
- Harry Nilsson - Nilsson Schmilsson, Pussy Cats
- Humble Pie - Rock On
- Joe Ely - Lord of the Highway
- John Hiatt - Beneath This Gruff Exterior
- Kate and Anna McGarrigle - Kate & Anna McGarrigle
- Keith Moon - Two Sides of the Moon
- Leo Sayer - Endless Flight
- Lynyrd Skynyrd - Second Helping
- Marvin Gaye - Let's Get It On - deluxe edition
- Renée Geyer - Renée Geyer (Portrait)
- Sheryl Crow - The Globe Sessions
- The Crickets - Double Exposure
- Yoko Ono - Fly